# Nick Skelton
Nick Skelton (n. 30 decembrie 1957, Bedworth, Anglia, Regatul Unit) este un sportiv ce a reprezentat Regatul Unit al Marii Britanii și al Irlandei de Nord, medaliat olimpic. A participat la 7 ediții ale Jocurilor Olimpice (1988, 1992, 1996, 2004, 2008, 2012, 2016) în care a câștigat o medalie de aur.